# Sebastian Walther

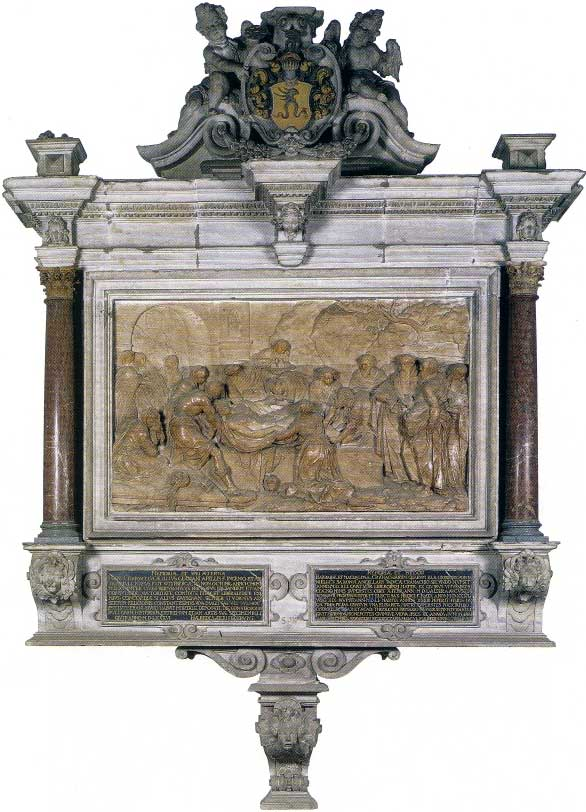
Epitaph für Lukas Cranach den Jüngeren (um 1606)

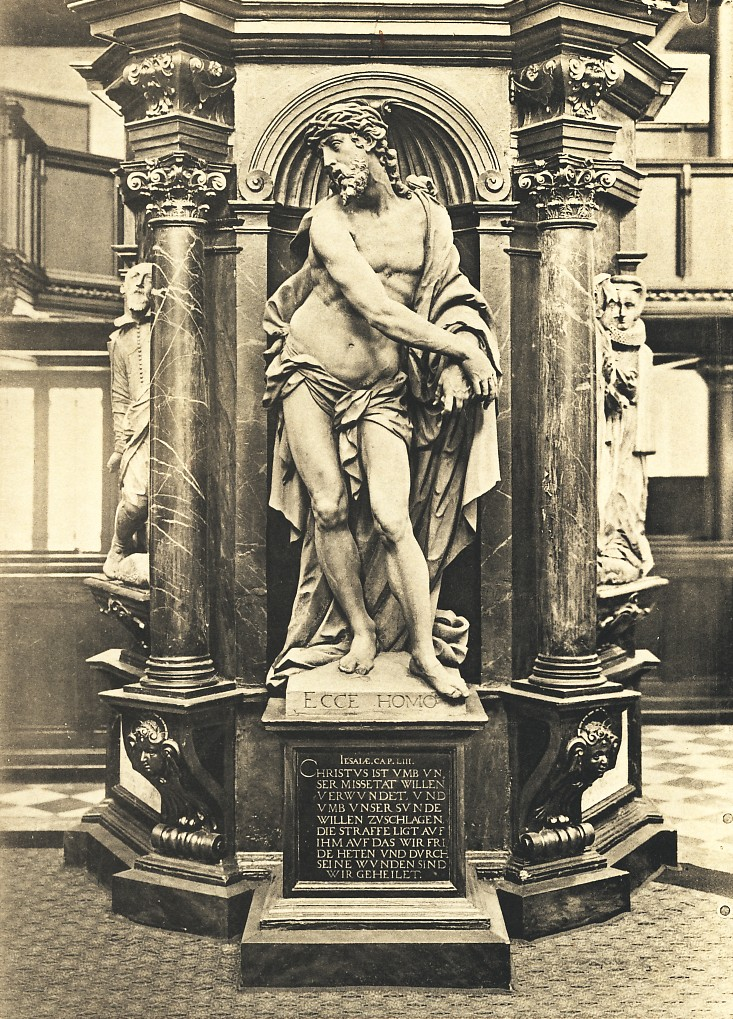
Nosseni-Epitaph, ehemals in der Dresdner Sophienkirche (1616/20), Foto um 1910

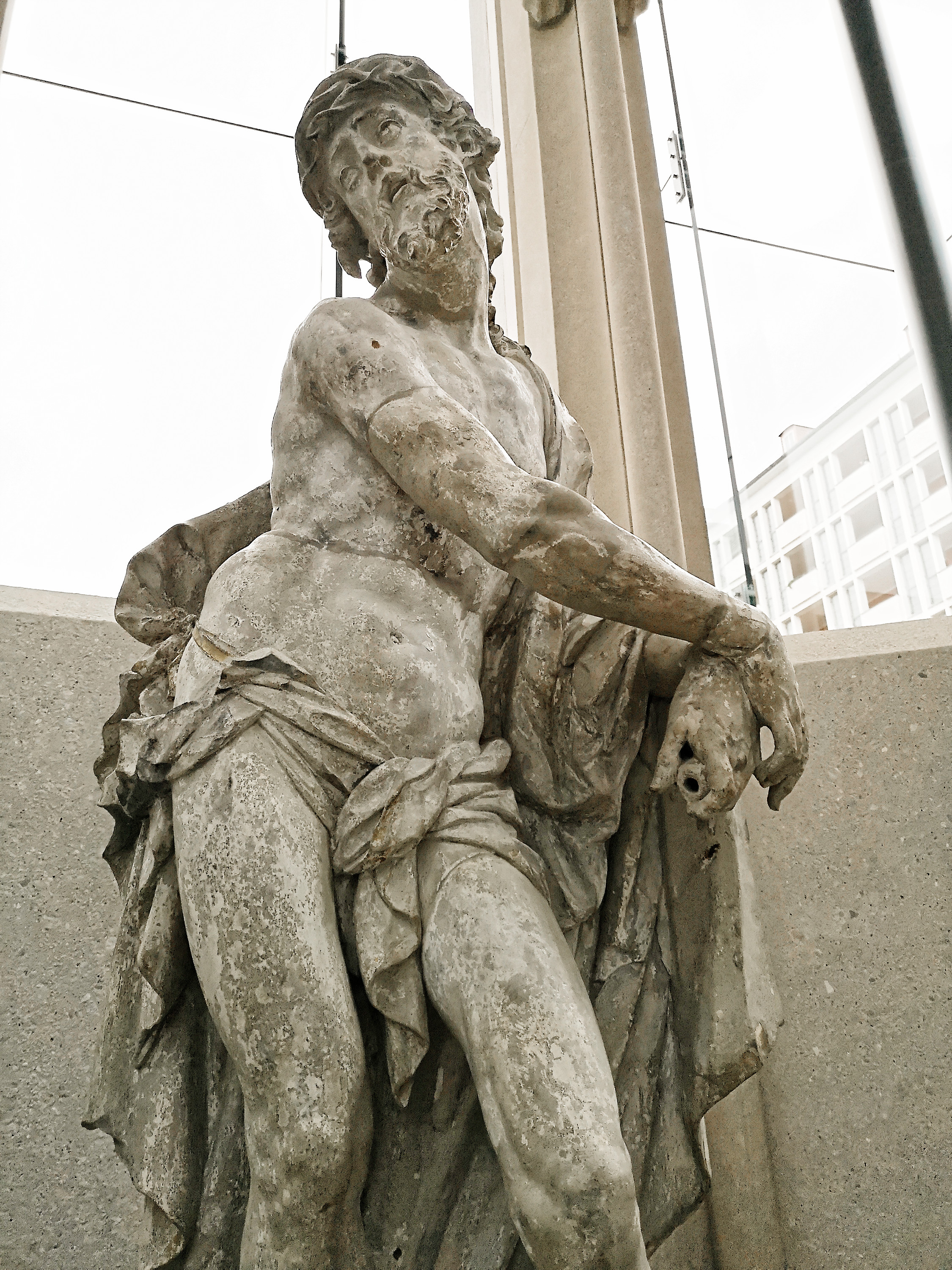
Schmerzensmann vom Nosseni-Epitaph ehemals in der Dresdner Sophienkirche (1616/20), ab 2020 als Fragment des Denkmals in der Busmann Gedenkstätte

Sebastian Walther (* 1576 in Dresden; † August/September 1645 ebenda) war ein deutscher Hof-Bildhauer und Hof-Architekt, der in Dresden zeitweise mit seinen Brüdern Christoph IV und Michael eine Werkstatt mit engen Verbindungen zum kursächsischen Hof führte. Er war der angesehenste Bildhauer seiner Generation in Dresden mit internationaler Reputation.

## Leben
Sebastian Walther entstammt der schlesisch-sächsischen Künstlerfamilie Walther. Er wurde 1576 in Dresden als fünfter Sohn von Andreas Walther II geboren, der 1567 wegen der Pest von Breslau nach Dresden umgesiedelt war und in der großen Werkstatt seines Vetters Hans Walther II Arbeit und Kontakte zu neuen Auftraggebern gefunden hatte.
Sebastian war vermutlich ab etwa 1596 ein Schüler des kurfürstlichen Hofbildhauers und Kunstsachverständigen Giovanni Maria Nosseni, der 1575 nach Dresden gekommen war. Auf dessen Vermittlung wird er nach seiner Lehre längere Zeit in Italien gearbeitet haben, wobei der Stil seiner Werke auf Venedig und Florenz hinweist.
Wieder in Dresden zurück erhielt Sebastian Walther im Jahr 1605 hier das Bürgerrecht. Er arbeitete nun eng mit seinem ehemaligen Lehrer Nosseni zusammen. Als Nosseni 1620 starb, wurde Sebastian Walther als „kurfürstlicher Architektus und Statuarius“ sein Nachfolger. Außerdem wurde ihm die Aufsicht über alle Marmor-, Serpentin- und Alabasterbrüche im Land sowie über die Perlenfischerei übertragen.
Walther starb 1645 im Alter von 69 Jahren. Seine letzte Ruhestätte fand er am 3. September des Jahres neben seinem Schwiegersohn Zacharias Hegewald in einem Schwibbogen-Grab des alten Frauenkirchhofs; das Grab ist nicht erhalten.

## Werk

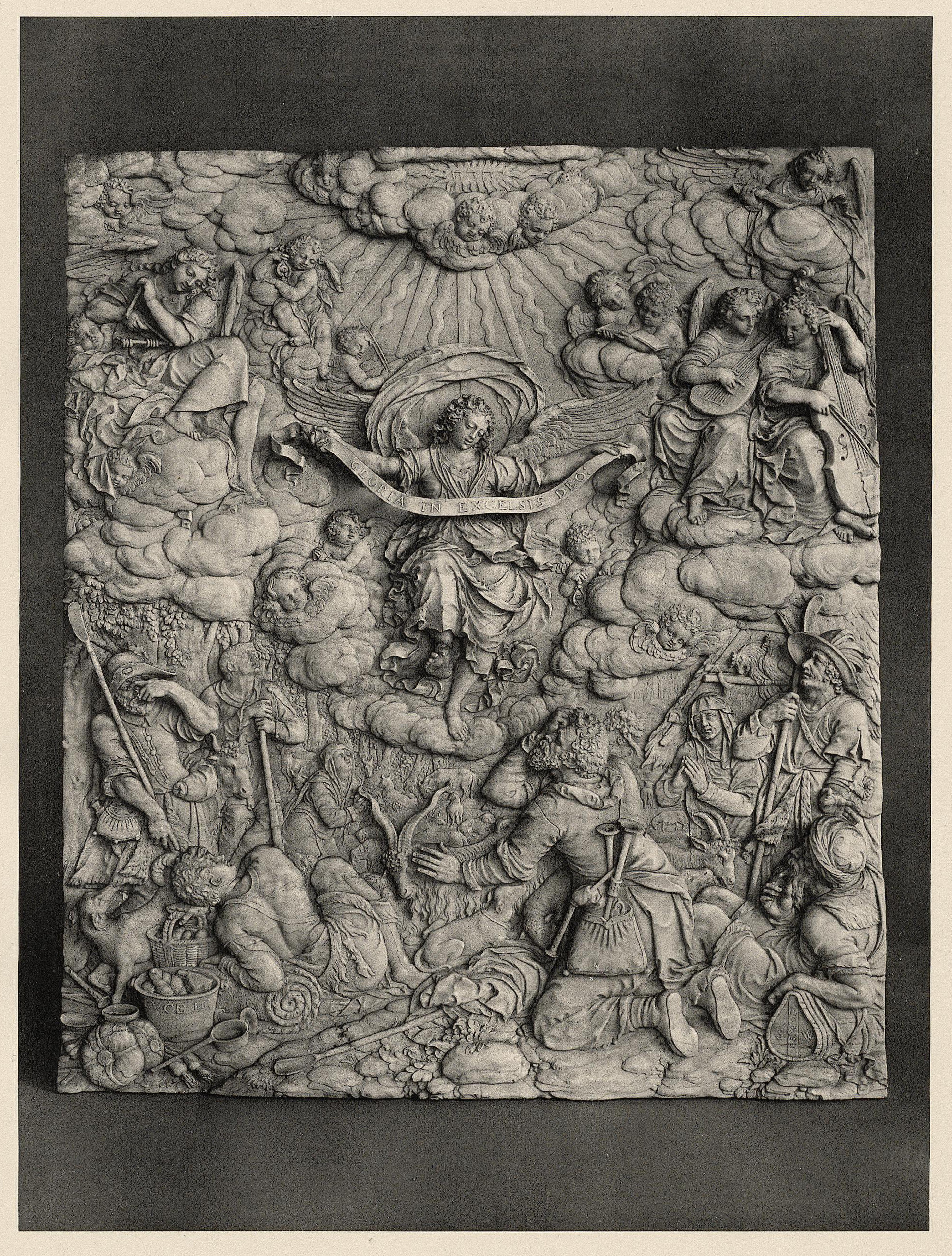
Alabasterrelief mit der Verkündigung an die Hirten (1640), Grünes Gewölbe

Als eines der ersten Werke nach der Rückkehr Sebastian Walthers arbeitete er 1606–1607 unter der Leitung von Nossi an dem neuen Altar für die Sophienkirche mit, den die Kurfürstenwitwe Sophie in Auftrag gegeben hatte. Hier schuf der das Relief des Abendmahls in der untersten Zone.
1606 schuf Sebastian Walther das stilistisch mit dem Abendmahlsrelief verwandte Epitaph für Lukas Cranach den Jüngeren und seine Familie in Wittenberg.
1608 entstand für die Dresdner Schlosskapelle geschaffenes Kruzifix aus Marmor. Dieses hat Walther auch gleichzeitig in Wachs bossiert.
1612/1613 schufen Nosseni und Sebastian Walther den Altar für die Kapelle von Schloss Lichtenburg in Prettin, dem Witwensitz von Hedwig von Dänemark.
Im Jahr 1616 vollendete Walther gemeinschaftlich mit dem Bildhauer Zacharias Hegewald das Nosseni-Epitaph, welches Nosseni für sich und seine drei Frauen in der Sophienkirche errichten ließ. Es bestand aus der Statue des gegeißelten Christus (Ecce homo). Darüber war ein Flachrelief angebracht, das das Jüngste Gericht darstellte, während unten links die drei Frauen Nossenis, rechts er selbst kniete.
Im Auftrag von Kurfürst Johann Georg I. erschuf er 1618 die Wolfssäule Friedewald. Inwieweit das Denkmal noch mit dem Original übereinstimmt, ist fraglich, denn im Laufe der Zeit waren mehrfach Erneuerungs- und Ausbesserungsarbeiten nötig.
Nach Nossenis Tod 1620 übernahm Sebastian Walther den Bau des unter dessen Leitung 1589 begonnenen, und nach einer Pause 1617 weitergeführten Ersten Belvederes. Dieses wurde als mehrstöckiges Lusthaus auf der Jungfernbastei für die Festlichkeiten des Hofes konzipiert, wobei die Bauzeit länger als 60 Jahre dauerte. Sebastian Walther war an dem Freigeschoss mit seinem Saal beschäftigt, das sich auf dem älteren Sockelgeschoss erhob. Hier waren 20 lebensgroße Freistatuen zu schaffen: zehn Tugenden, fünf sächsische Kurfürsten und fünf Kaiser seit Karl V. Sebastian arbeitete hier mit seinen Brüdern Christoph IV und Michael. Bis zu seiner Zerstörung 1747 gehörte das Belvedere zu den Sehenswürdigkeiten Dresdens. Durch diesen Verlust fehlt heute eine Vorstellung von diesem Hauptwerk Dresdener Plastik der 1620er Jahre.
Im Jahr 1624 erhielt Walther den Auftrag für das Grabmal der Kurfürstin Sophie, der Witwe Christians I., das große kurbrandenburgische Wappen und außerdem dreizehn Provinzschilde aus Alabaster herzustellen. Daneben wurde er mit der Modellierung ihrer Statue betraut, an der er noch 1628 arbeitete. Indessen kam das Denkmal nicht zu Stande, da dem Erzgießer Hans Wilhelm Hilliger vermutlich der Guss misslang.
Die letzte bekannte Arbeit Walthers ist ein 1640 vollendetes Alabasterrelief, das die Verkündigung an die Hirten darstellt (seit 1668 im Grünen Gewölbe).
Werke von Walther befinden sich heute unter anderem in der Städtischen Galerie Dresden und in der Friedenskirche Dresden-Löbtau. Hier findet sich ein Alabasterrelief vom Epitaph der Gertrud Helffrich († 1629), das ursprünglich das Mittelrelief eines umfangreichen Epitaphs bildete. Außerdem finden sich in der Dresdner Kreuzkirche das von Sebastian Walther gefertigte Grabdenkmal David Peifers in Form eines Schmerzensmannes und der Grabstein von Elisabeth von Haugwitz († 1631).

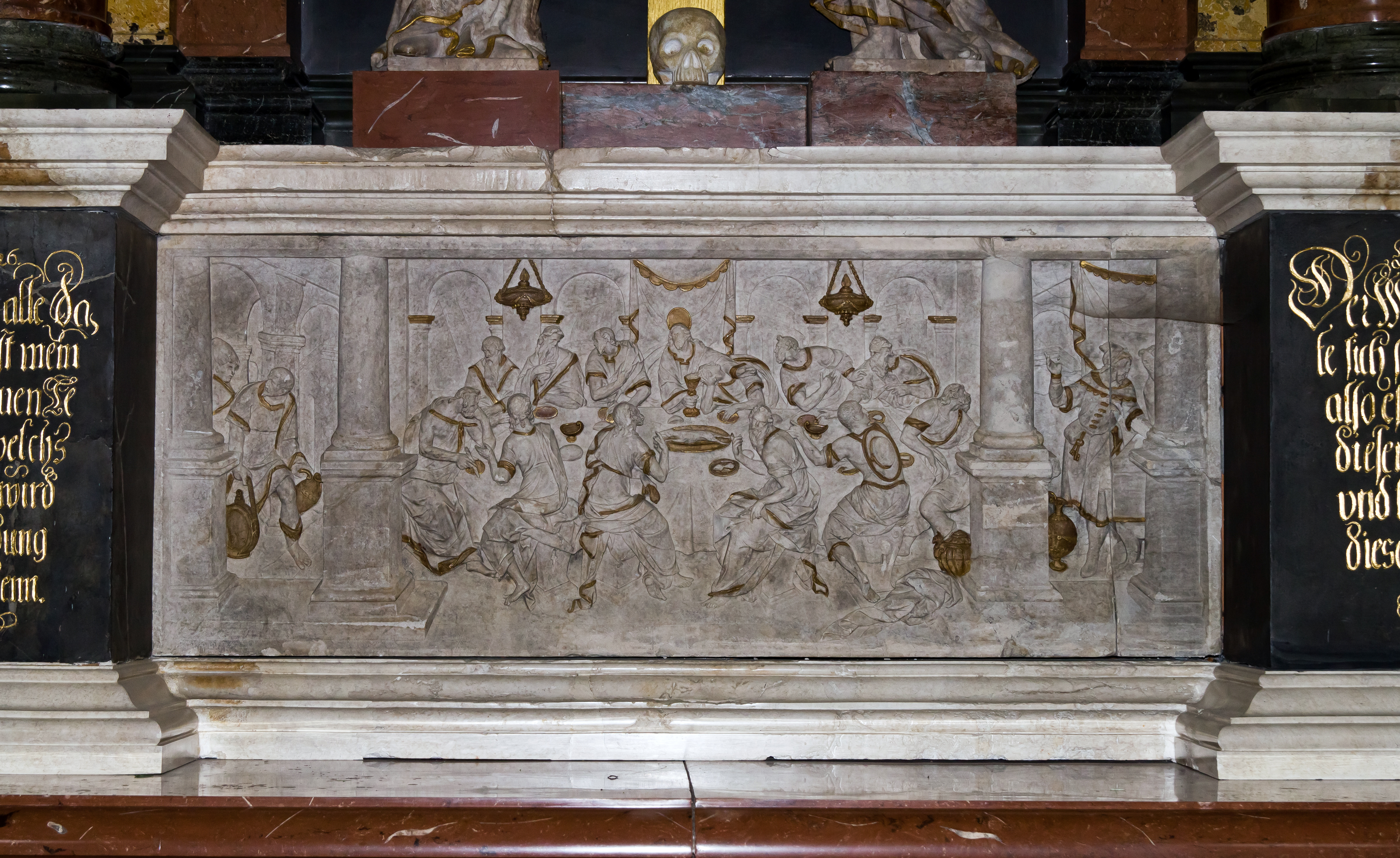
Abendmahlsrelief am sog. Nosseni-Altar (1606/07), heute in Loschwitz
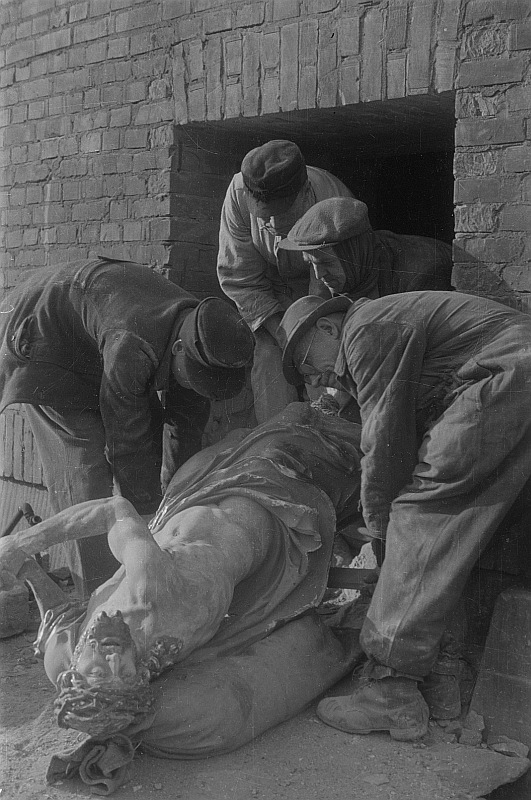
Vier Männer bei der Bergung und Sicherstellung der Plastik Schmerzensmann von Sebastian Walther aus der zerstörten Frauenkirche
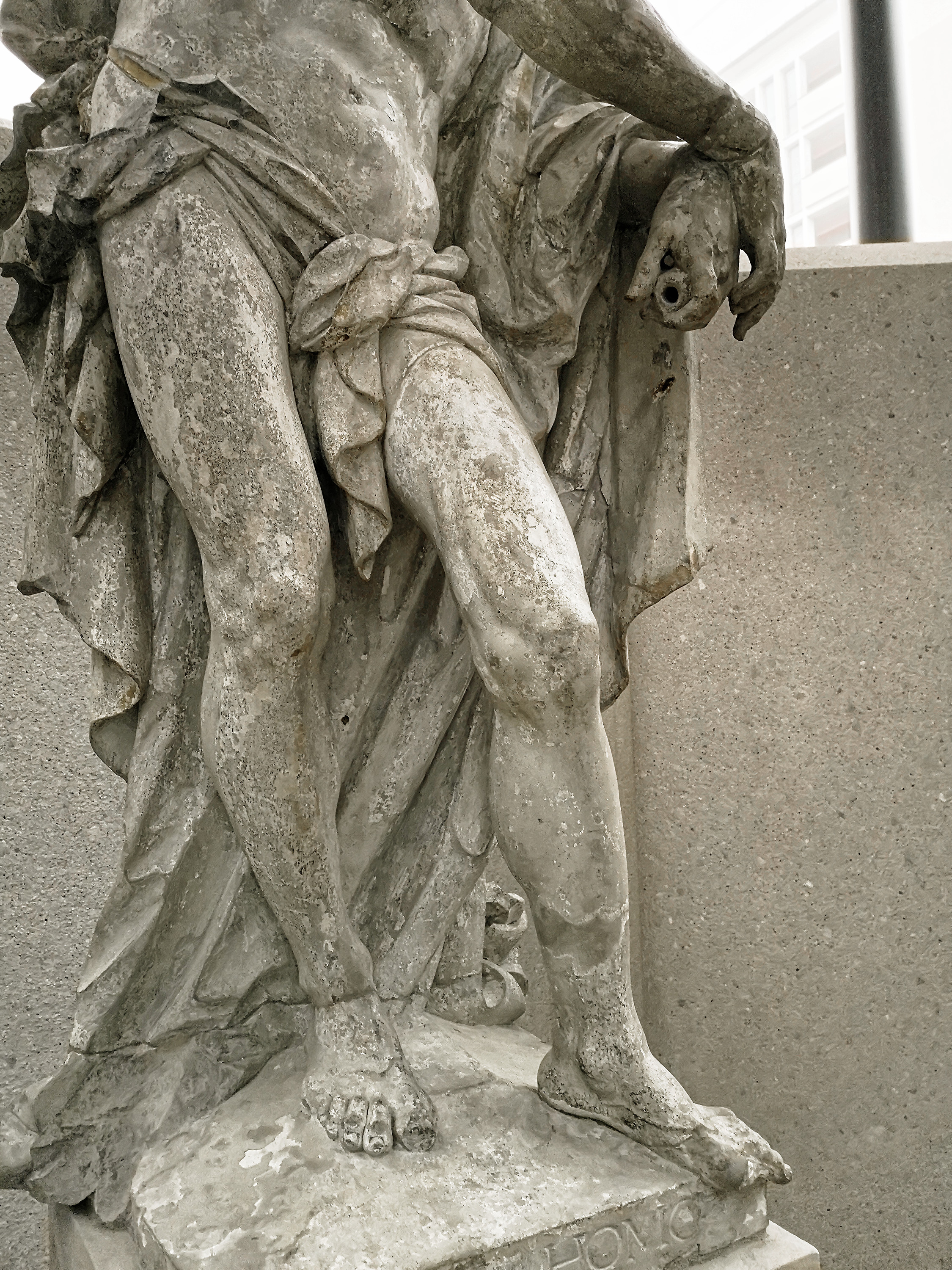
Sebastian Walthers Schmerzensmann vom Nosseni-Epitaph (1616/20)
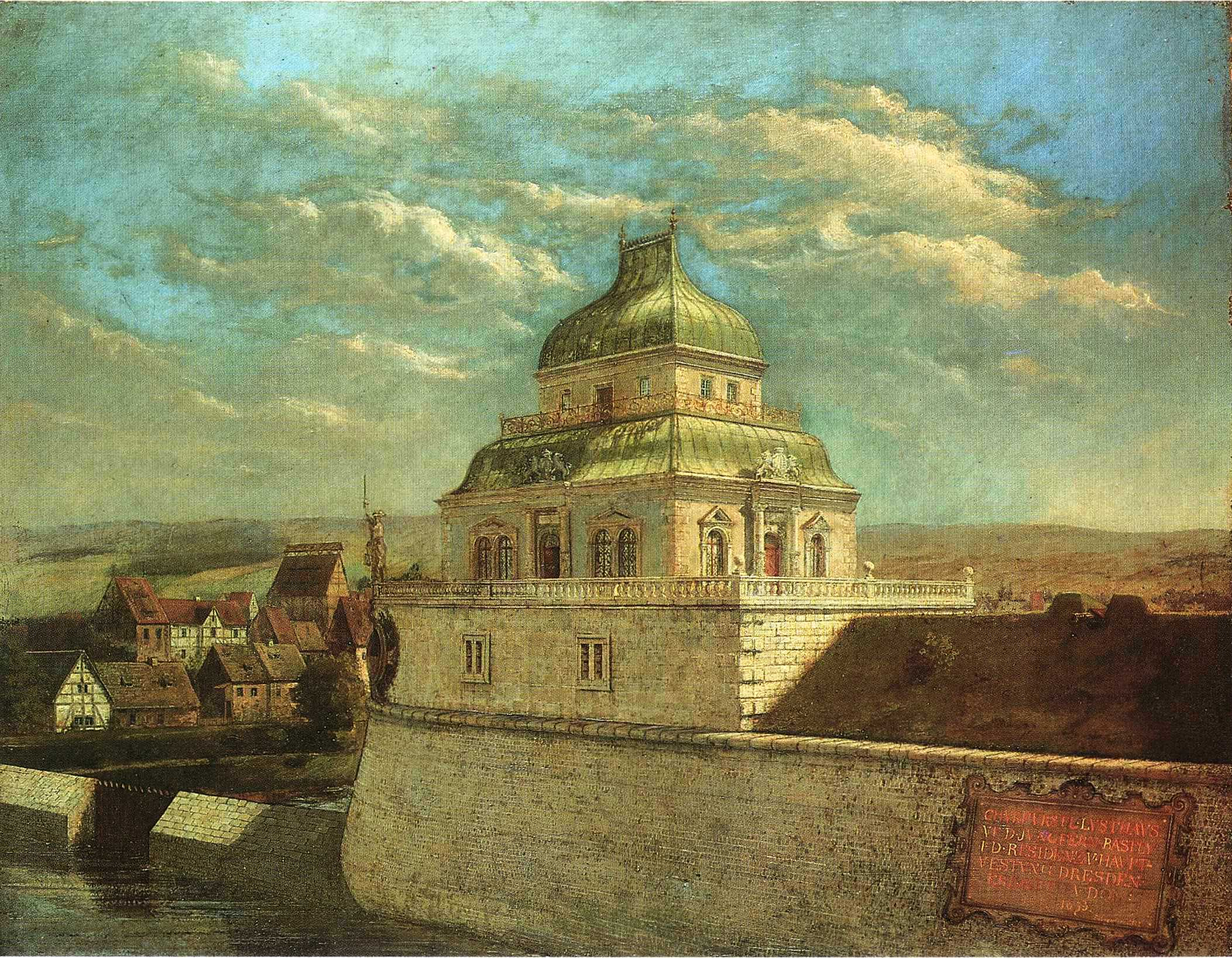
Erstes Belvedere in Dresden, dessen Weiterbau Sebastian Walther ab 1620 leitete (1747 zerstört, hier eine moderne Rekonstruktion)
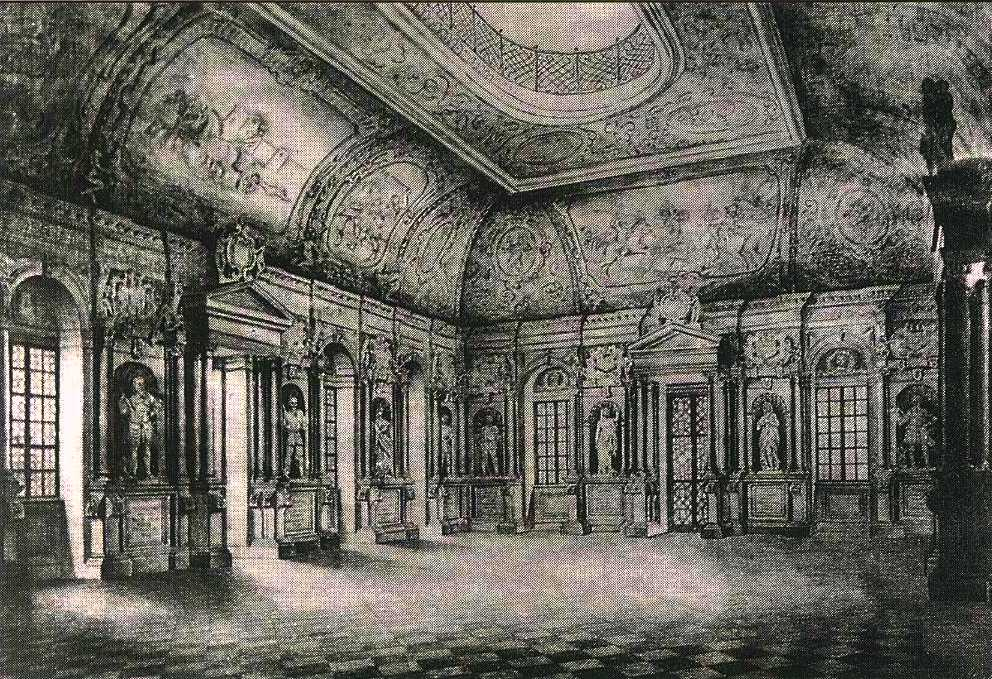
Oberer Saal des Ersten Belvederes mit den Statuen der Walther-Brüder (moderne Rekonstruktion)